# 2 gocce di vodka
2 gocce di vodka è un singolo del rapper italiano Tormento, pubblicato il 26 luglio 2019.

## Video musicale
Il videoclip, diretto da Colomovie, è stato pubblicato il 2 agosto 2019 sul canale YouTube del rapper.